# Museum Jugoslawiens

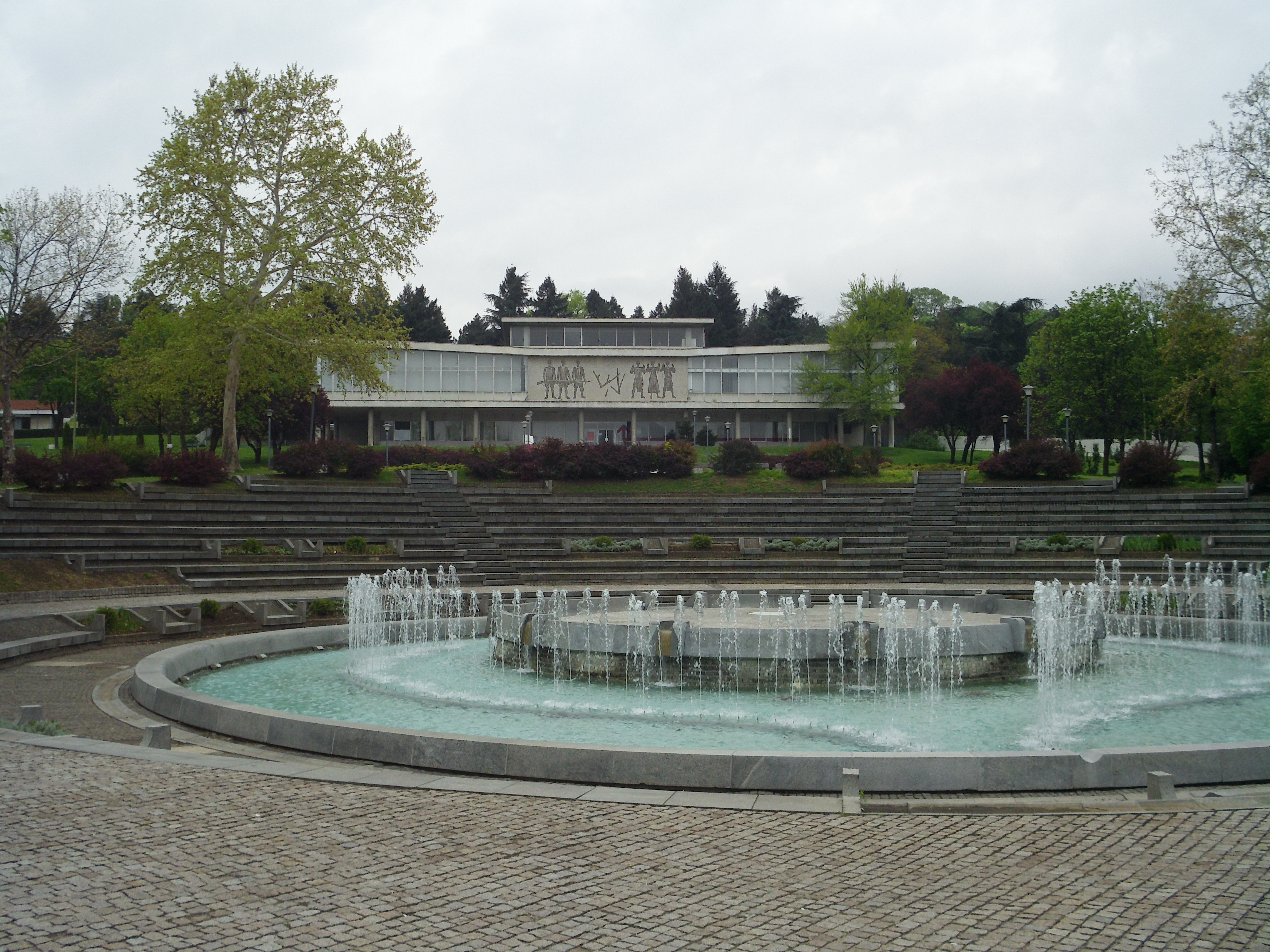
Museum des 25. Mai

Das Museum Jugoslawiens (serbisch Музеј Југославије Muzej Jugoslavije) befindet sich im Stadtteil Dedinje im Süden Belgrads. Es wurde 1996 durch das Jugoslawische Ministerium für Kultur und Medien gegründet – durch den  Zusammenschluss des Museums der Revolution der Völker und Nationalitäten Jugoslawiens (Muzeja revolucije naroda i narodnosti Jugoslavije) und der Gedenkstätte „Josip Broz Tito“ (Memorijalni centar „Josip Broz Tito“). Bis zum Ende des Jahres 2016 war das Museum als "Museum der Geschichte Jugoslawiens" (Muzej Istorije Jugoslavije) bekannt, bevor es den jetzigen Namen erhielt.
Direktorin des Museums ist  Neda Knežević.

## Sammlungen
Die Sammlungen des Museums Jugoslawiens umfassen rund 200.000 Objekte in 20 verschiedenen Teilbereichen und stammen im Wesentlichen aus zwei Sammlungen:
- Die Sammlung Titos vereint ein breites Spektrum von Memorabilia des langjährigen Staatsoberhaupts Jugoslawiens. Die zahlenmäßig größten Teile der Sammlung stellen einerseits die mehr als 22.000 Stafetten dar, die ihm bzw. seinen Nachfolgern gewidmet wurden, andererseits die zahlreichen Geschenke, die er auf seinen Staatsbesuchen in der ganzen Welt erhielt bzw. von Personen und Organisationen seines eigenen Landes. Der Großteil dieser Sammlung besteht aus Schenkungen.
- Die Sammlung des Museums der Revolution ist die deutlich kleinere und hatte von Anbeginn die Aufgabe, die Geschichte Jugoslawiens vom Ende des 19. Jahrhunderts bis in die 1990er Jahre zu dokumentieren – mit einem klaren Akzent auf Sozialismus und die Politik der Blockfreiheit. Der Großteil dieser Sammlung besteht aus Ankäufen.

Zwar besitzt das Museum eine umfassende Sammlung der Geschenke, die Josip Broz Tito im Verlauf seiner Regierungszeit erhalten hat, stellt aber aus Platzgründen jeweils nur einen Teil davon aus. Das Museum veranstaltet auch eine Reihe von Sonderausstellungen und sieht sich auch als Ort der Forschung, Plattform für Kunst und Bildungseinrichtung. Weiters bieten Kuratoren des Museums auch Aktivitäten außerhalb des Geländes an, beispielsweise Fahrrad-Exkursionen durch den Stadtteil Novi Beograd.

## Struktur des Museums
Das Museum besteht aus drei Komplexen:
- dem Museum des 25. Mai (Muzej 25. maj), erbaut 1960,
- dem Alten Museum (Stari Muzej), erbaut 1964/65, sowie
- dem Haus der Blumen (Kuća cveća), erbaut 1975, dem Mausoleum für Josip Broz Tito und seine Frau Jovanka Broz.

Die drei Gebäude verfügen über eine Nutzfläche von 5253 m² und befinden sich in einem Parkgelände von 3,2 Hektar. Das Museum befindet sich in unmittelbarer Nachbarschaft zu Titos letzter Belgrader Residenz und zum Partizan-Stadion (serbisch-kyrillisch Стадион Партизана), dem früheren Stadion der Jugoslawischen Volksarmee (Stadion Jugoslovenske narodne armije). Da Josip Broz Tito  am 25. Mai 1944 in seinem Unterschlupf bei Drvar dem Zugriff deutscher Fallschirmjäger knapp entkommen war, wurde dieser Tag zu seinen Lebzeiten als angeblicher Geburtstag des Marschalls, als Siegestag der Partisanen und als Tag der Jugend mit dem feierlichen Abschluss eines landesweiten Staffellaufs begangen. Nach dem Muster des olympischen Feuers wurde „monatelang die so genannte Stafette der Jugend, in der sich ein symbolischer Brief der Jugend mit Geburtstagswünschen an Tito befand, durch das ganze Land getragen.“ Bis zu Titos Tod endete dieser Staffellauf im Belgrader Partizan-Stadion mit der Übergabe kunstvoll gestalteter Stafetten an ihn. „Dieses Ritual sollte den Elan der Jugend zum Ausdruck bringen sowie ihre Identifizierung mit und intime Beziehung zu Tito öffentlich demonstrieren.“

### Museum des 25. Mai
Das Museum des 25. Mai wurde vom Architekten Mika Janković entworfen und im Rahmen der Feierlichkeiten zu Titos offiziellem 70. Geburtstag am 25. Mai 1962 von der Stadt Belgrad dem jugoslawischen Staats- und Parteichef geschenkt. Ziele des Museums waren Aufbewahrung, Katalogisieren und öffentliche Präsentation  aller in- sowie ausländischen Geschenke, die Tito in seiner Regierungszeit erhalten hat. Weiters wurden auch die Original-Staffelstäbe der alljährlichen Tito-Staffelläufe (Titova Štafeta) ausgestellt.
Heute dient das Gebäude den Sonderausstellungen des Museums. Die Sonderausstellungen sind einer breiten Palette von Themen gewidmet, beispielsweise Helden, die wir lieben (eine kritische Auseinandersetzung mit Jugoslawien-nostalgischen Tendenzen), Kunst gegen Vergessen oder Design für eine Neue Welt.

### Altes Museum

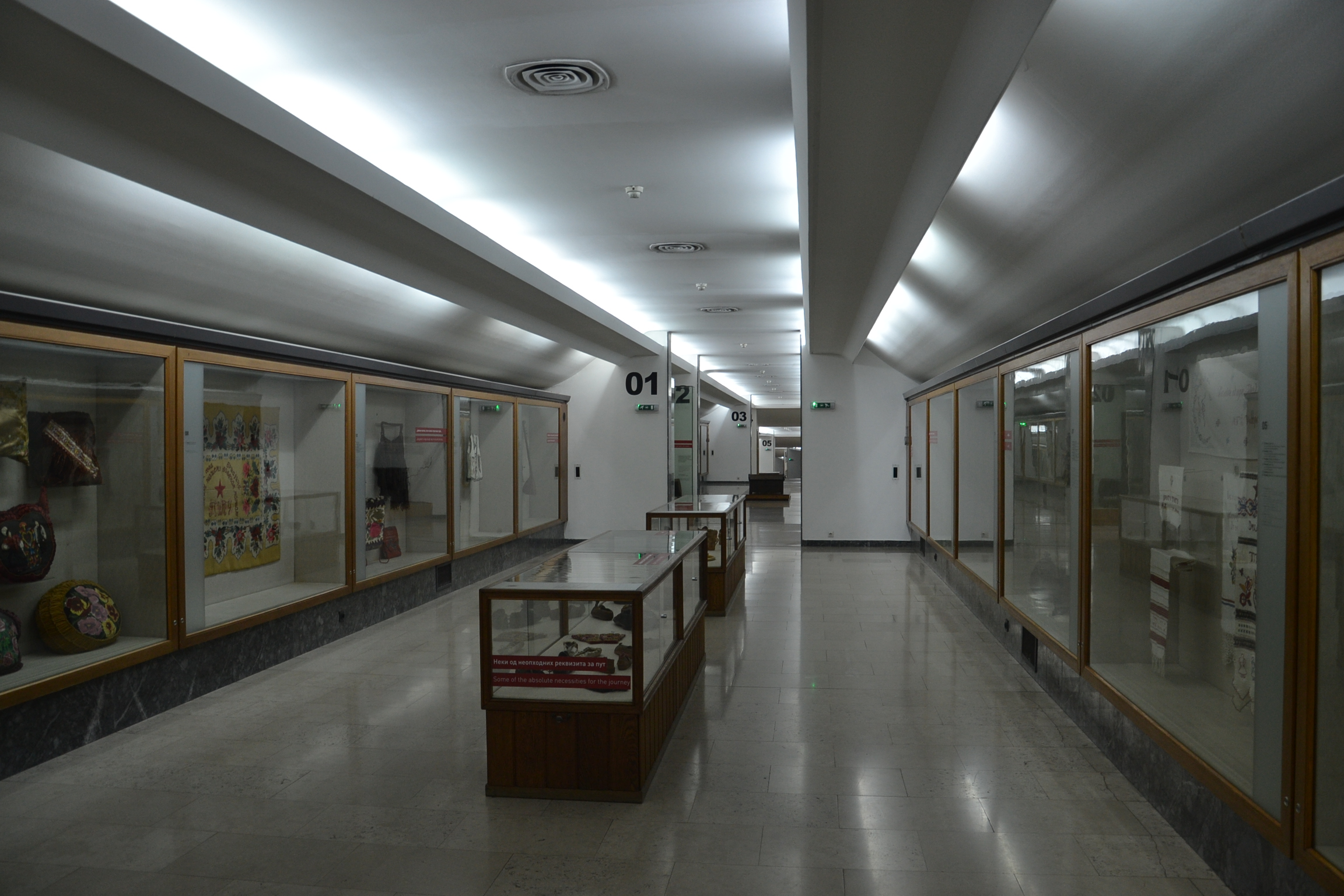
Altes Museum, Blick auf die Sammlung (2014)

Das Alte Museum wurde vom Architekten Branko Bon entworfen und 1964/65 gebaut. Die Nutzfläche des Gebäudes beträgt 870 m². Es wurde ursprünglich erbaut, um die zahlreichen Geschenke, die Tito im Laufe seiner langen Amtszeit entweder auf seinen Staatsbesuchen oder zu seinen Geburtstagen erhielt, auszustellen. Diese Funktion erfüllt das Haus auch noch heute.
Das Gebäude wurde 2015 renoviert, die neue Dauerausstellung des Museums – Reise um die Welt in 23 Minuten (Put oho sveta) – zeigt ausgewählte Exponaten aus Titos Geschenksammlung, darunter Nationaltrachten aus Montenegro und dem Kosovo, ein Exemplar aus Prizren stammt aus dem Jahr 1870, Musikinstrumente, handgefertigte Waffen und eine Reihe ethnographischer Exponate. Titos Tantō-Schwert aus dem 14. Jahrhundert ist das wertvollste Stück der Sammlung. Erwähnenswert ist auch die steinerne Gusle, eine einseitige Geige, die aus einem einzigen Stein gefertigt wurde. Tito bekam das Instrument 1961 überreicht, abgebildet sind darauf die Ereignisse der Schlacht an der Sutjeska.

### Haus der Blumen
Das Haus der Blumen  (bosnisch und kroatisch Kuća cvijeća, serbisch Kuća cveća Кућа цвећа, slowenisch Hiša cvetja, mazedonisch Куќа на цвеќето) wurde 1975 vom Architekten Stjepan Kralj als Wintergarten für Tito errichtet. Es hat eine Nutzfläche vom 902 m² und war ursprünglich als neue Belgrader Residenz für Tito gedacht, neben seinen bevorzugten in Bled (Slowenien) und auf Brijuni (Kroatien) sowie anderen Villen auf dem Gebiet des ehemaligen Jugoslawien.

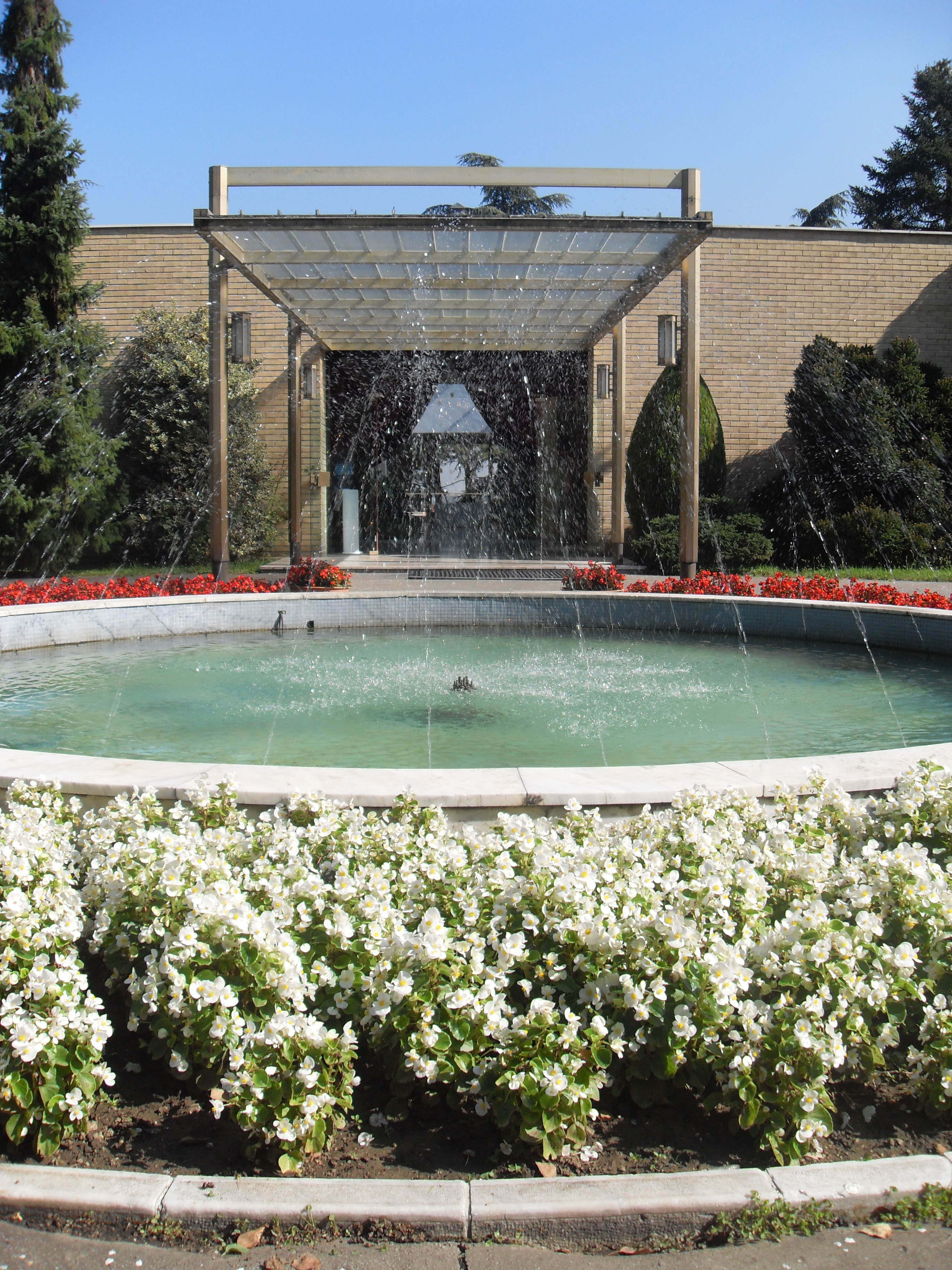
Haupteingang
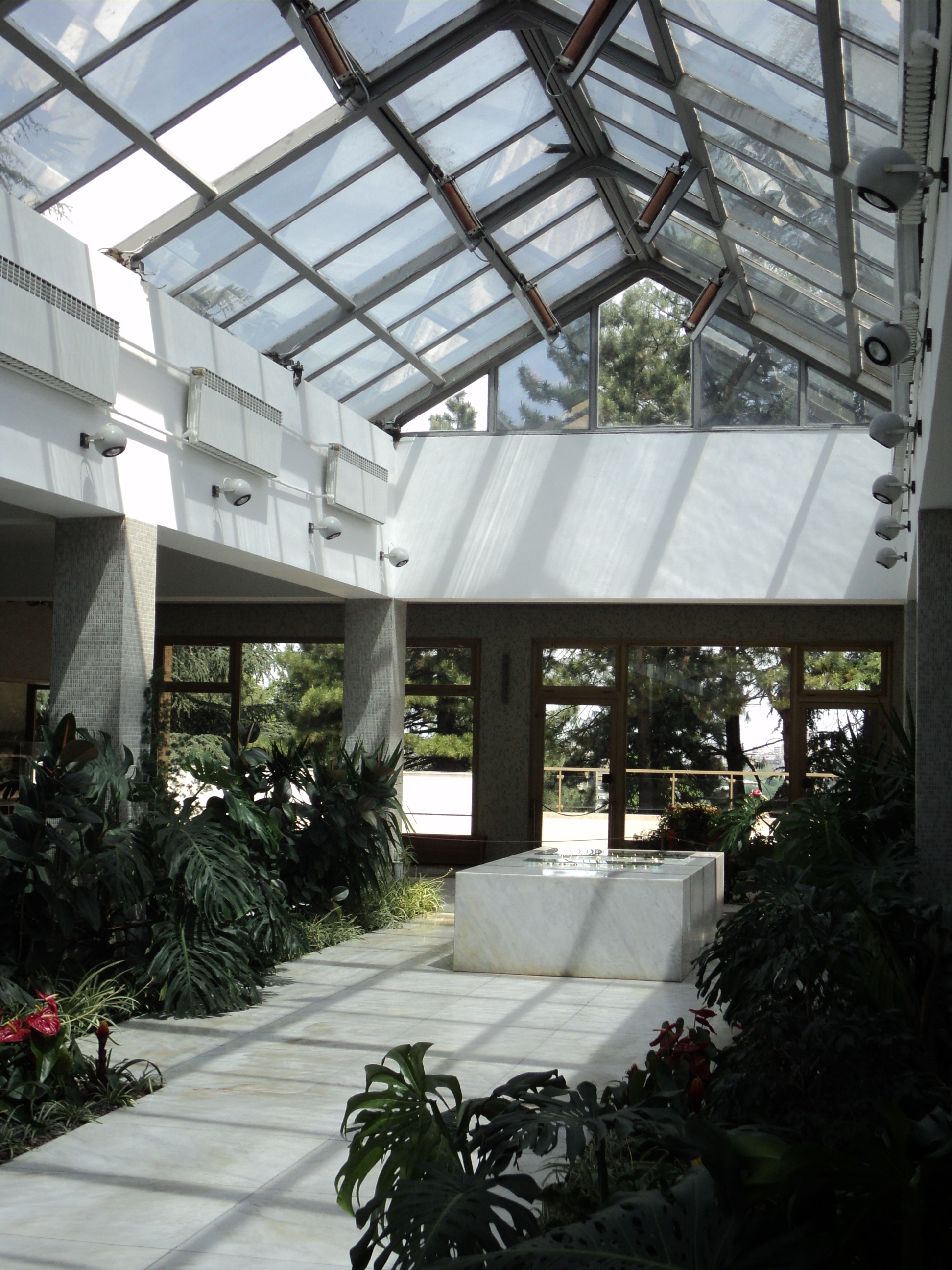
Grab Josip Broz Tito
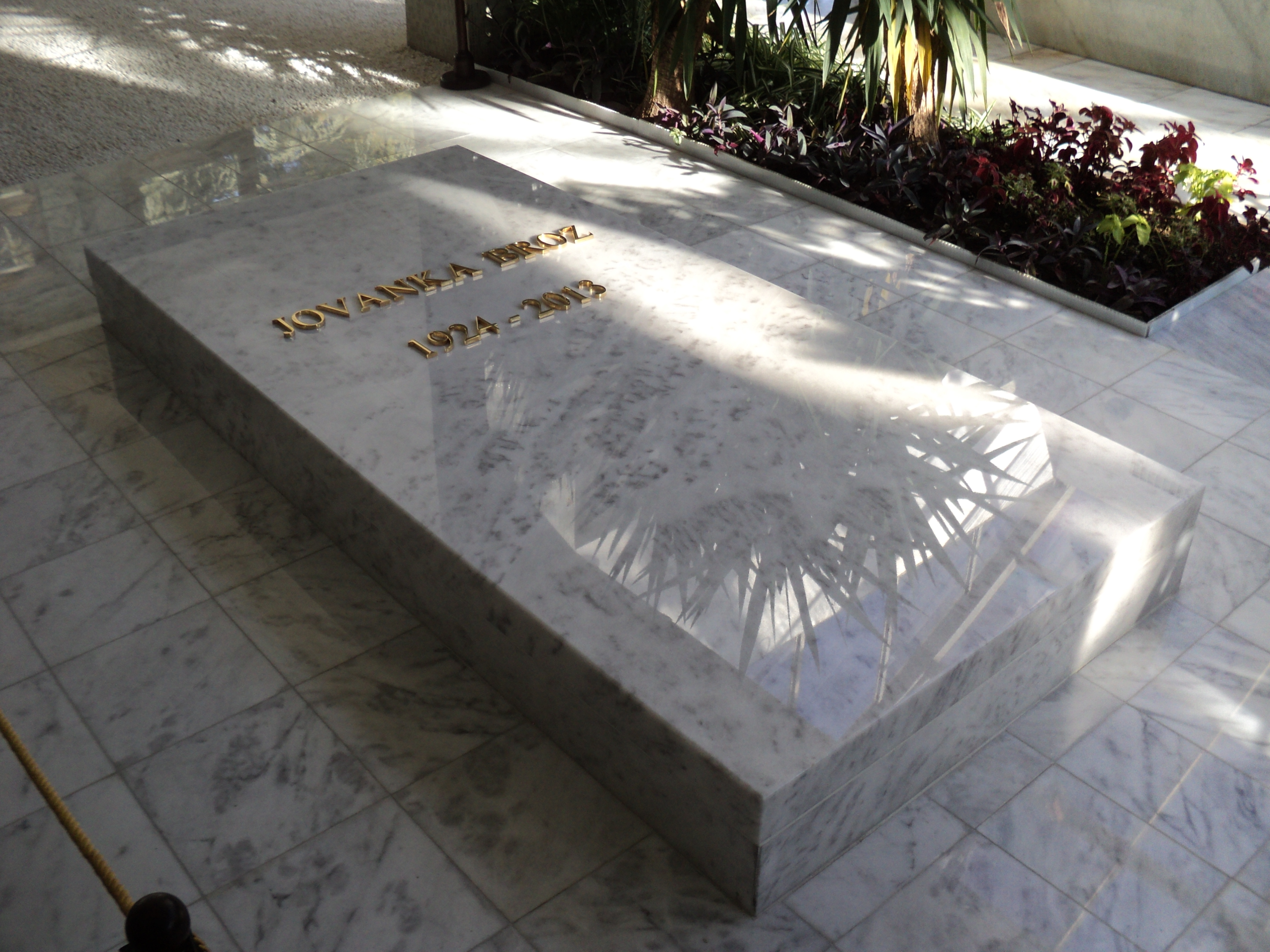
Grab Jovanka Broz
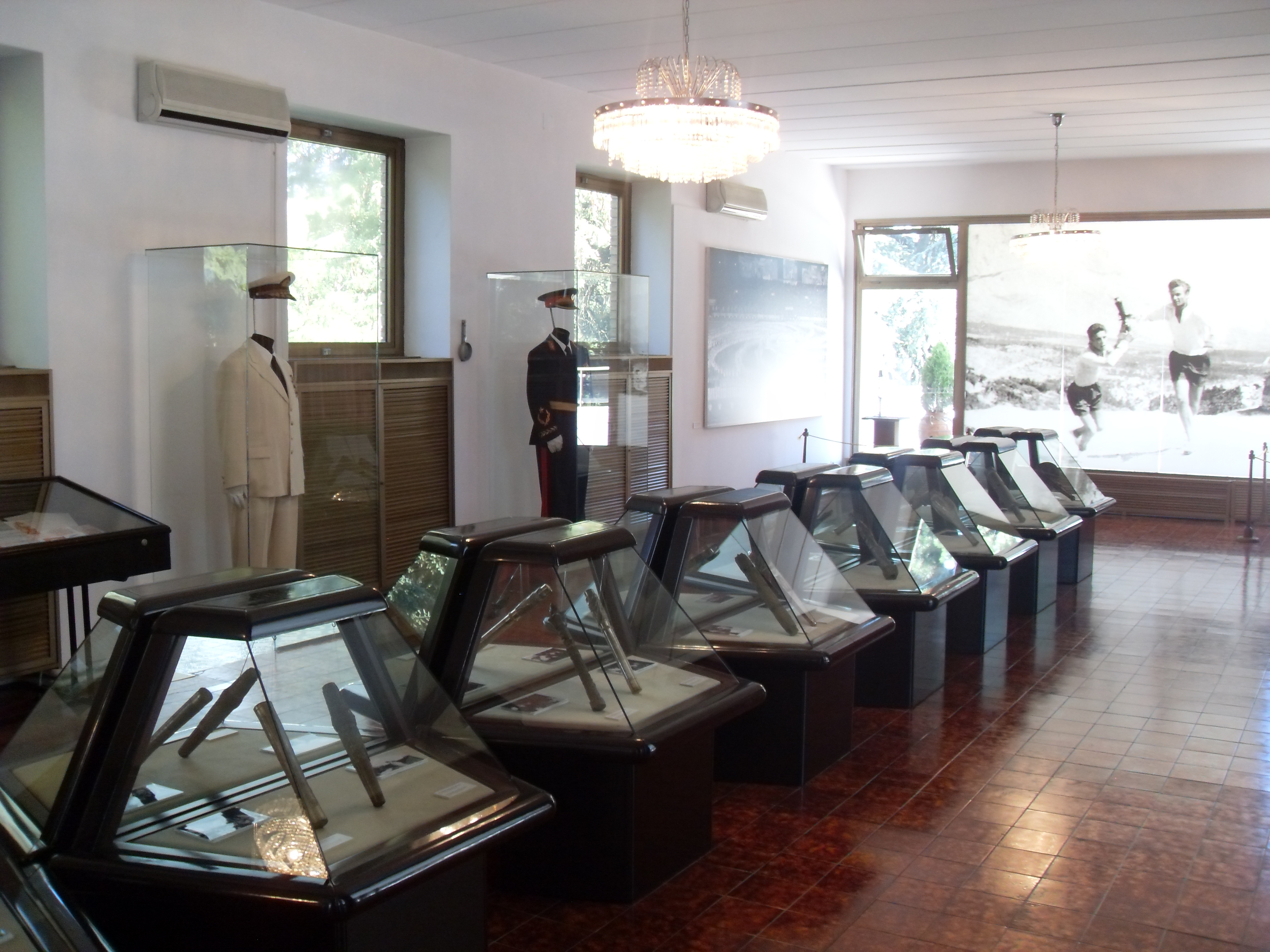
Dauerausstellung

Heute stellt es das Mausoleum von Josip Broz Tito dar, der am 4. Mai 1980 in Ljubljana verstarb und am 8. Mai in Anwesenheit zahlreicher Staatsoberhäupter aus der ganzen Welt dort zur letzten Ruhe geleitet wurde. Auffallend ist, dass auf Titos Grabstätte keine politischen Symbole abgebildet sind. Der Grabstein ist schlicht gehalten, in weißem Marmor, in Anlehnung an das Grab von Franklin Roosevelt. Bei seinem USA-Besuch 1978 war Tito angetan vom Grab dieses US-amerikanischen Präsidenten. Vor allem unmittelbar nach Titos Tod war der Besucherandrang massiv. In den ersten sechs Monaten nach Titos Tod besuchten im Durchschnitt täglich 13.500 Personen das Tito-Mausoleum. Während des Kosovokrieges 1999 wurde das Gebäude durch eine NATO-Bombe leicht beschädigt, nach dem Sturz von Slobodan Milošević wurde es umfangreich renoviert. Jährlich wird das Mausoleum von rund 20.000 Menschen besucht, vorwiegend aus den Nachfolgestaaten Jugoslawiens.
Heute befinden sich im Haus der Blumen drei Dauerausstellungen:
- Eine zeigt eine Auswahl der mehr als 22.000 Stafetten, die in den Jahren 1957 bis 1987 Tito bzw. seinen Nachfolgern überreicht wurden.
- Die Schau Up Close and Personal with Tito eröffnet Blicke in Titos Privatleben, aber auch in seine politische Tätigkeit. Sie in fünf Bereiche gegliedert: Mann mit Stil, Begegnungen, Reisen, Hedonismus und in die Sektion Genosse Tito, wir schwören Dir.
- Die dritte Schau trägt den Titel Figures of Memory und spannt einen historischen Bogen von 1945 bis 2014. Sie stellt Objekte, Rituale und Menschen in Bezug zueinander. Zentrales Exponat ist das Kondolenzbesuch anlässlich der Bestattung Titos.

Die Ausstellungen wurden von Momo Cvijović, Radovan Cukić, Maria Đorgović, Vesna Mikelić und Veselinka Kastratović Ristić kuratiert.
Nach langen Jahren der Armut und in Vergessenheit wurde nach ihrem Tod auch die vierten Ehefrau und Witwe Titos, Jovanka Broz Budisavljević (1924–2013), im Haus der Blumen bestattet, allerdings in einem Nebenraum, da die Entfernung der massiven Grabplatte Titos einen Kran und die temporäre Entfernung des Glasdaches erfordert hätte. Das Ehepaar hatte zumindest in den letzten drei Lebensjahren Titos getrennt gelebt. Ihre Bestattung nahe ihrem Ehemann war der letzte Wunsch von Jovanka Broz.

### Park
Eine wichtige Rolle im Museumskomplex nimmt der Park ein, einerseits wegen seiner botanischen Vielfalt und der sorgfältigen Pflege, andererseits wegen der dort aufgestellten Skulpturen zahlreicher namhafter Künstler Ex-Jugoslawiens, darunter Antun Augustinčić, Frano Kršinić, Stevan Bodnarov, Mira Jurišić, Vladeta Petrić, Sava Sandić und Sreten Stojanović.

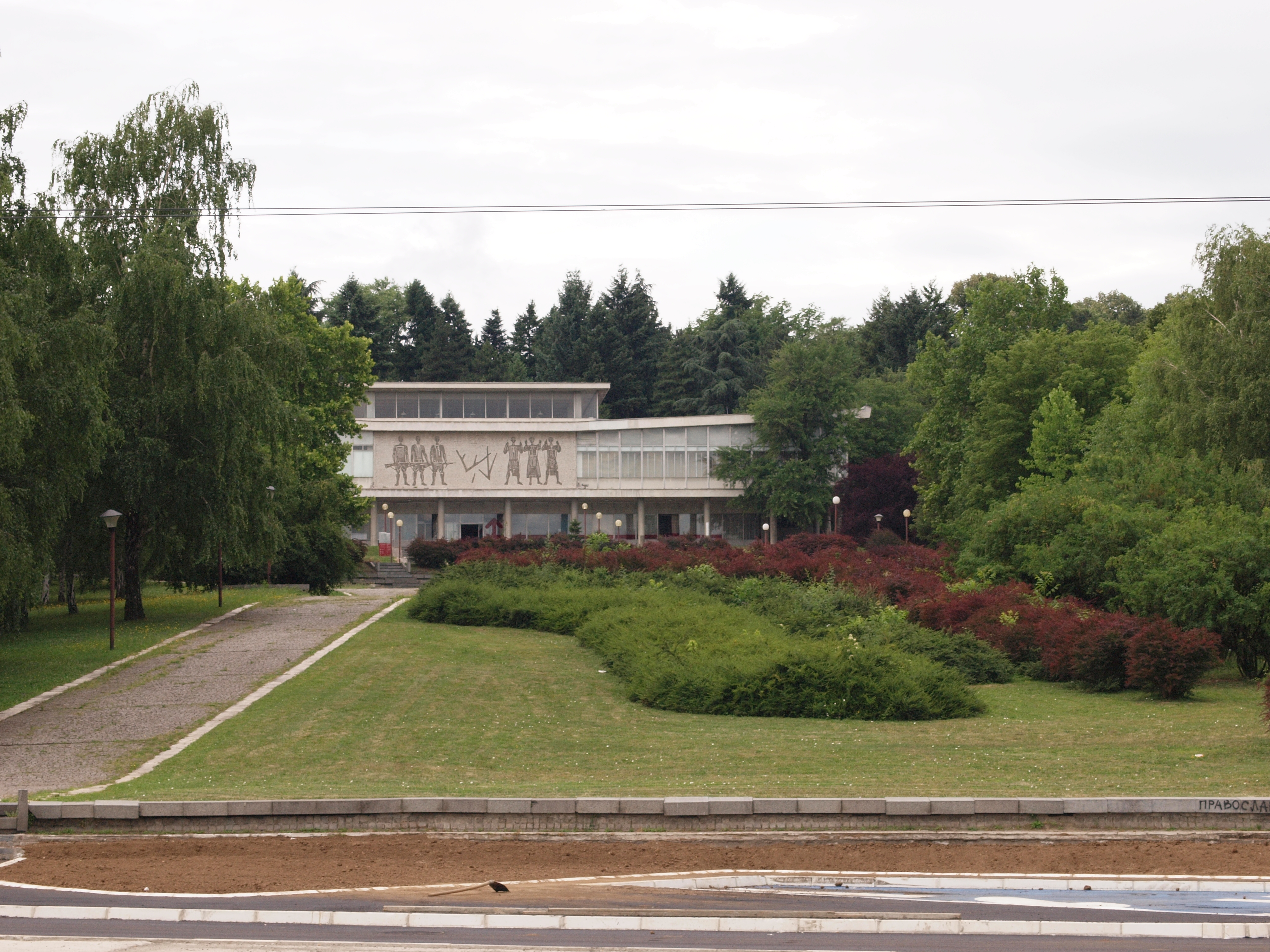
Parkansicht
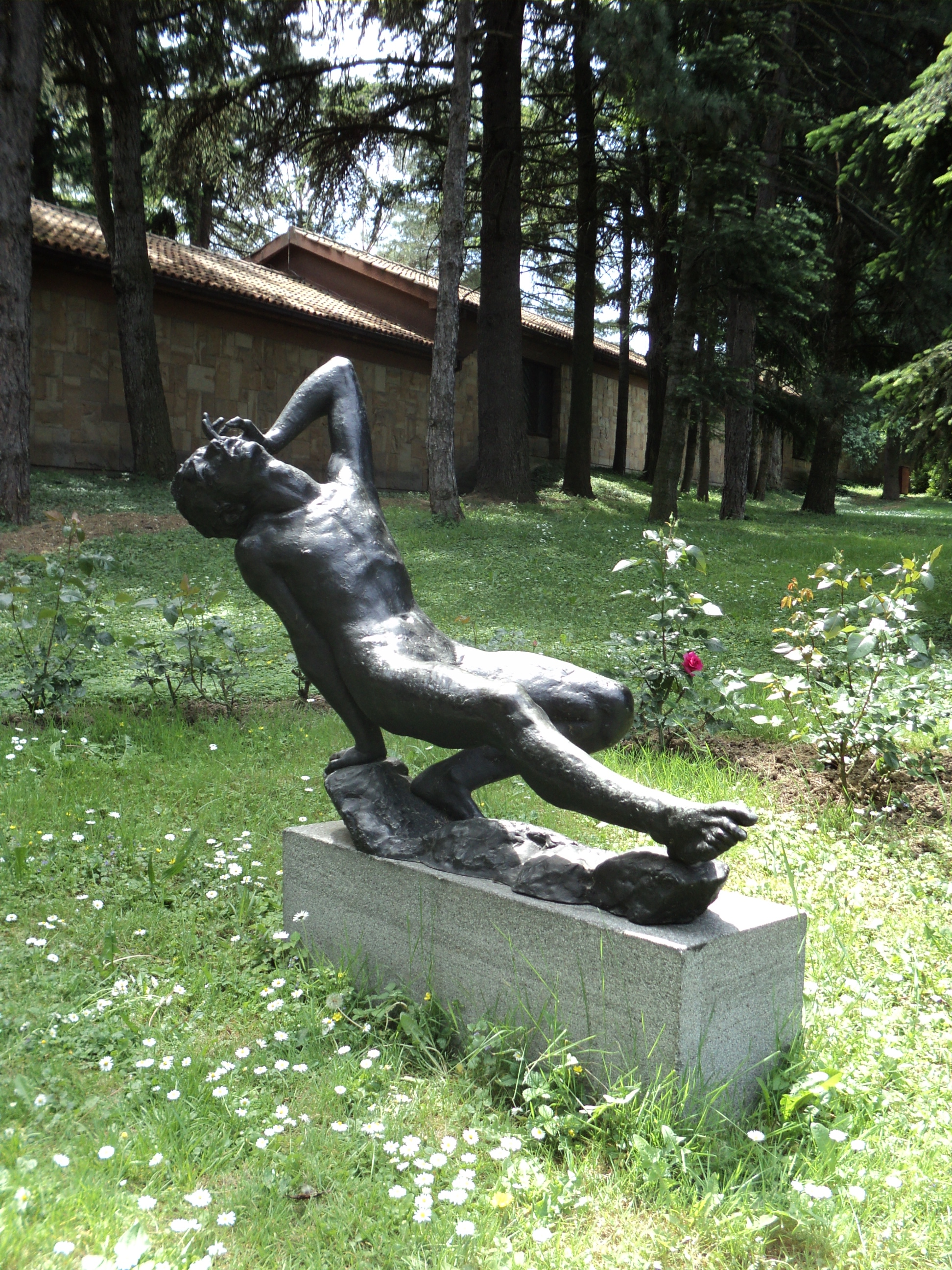
Ranjeni kurir von Frano Kršinić
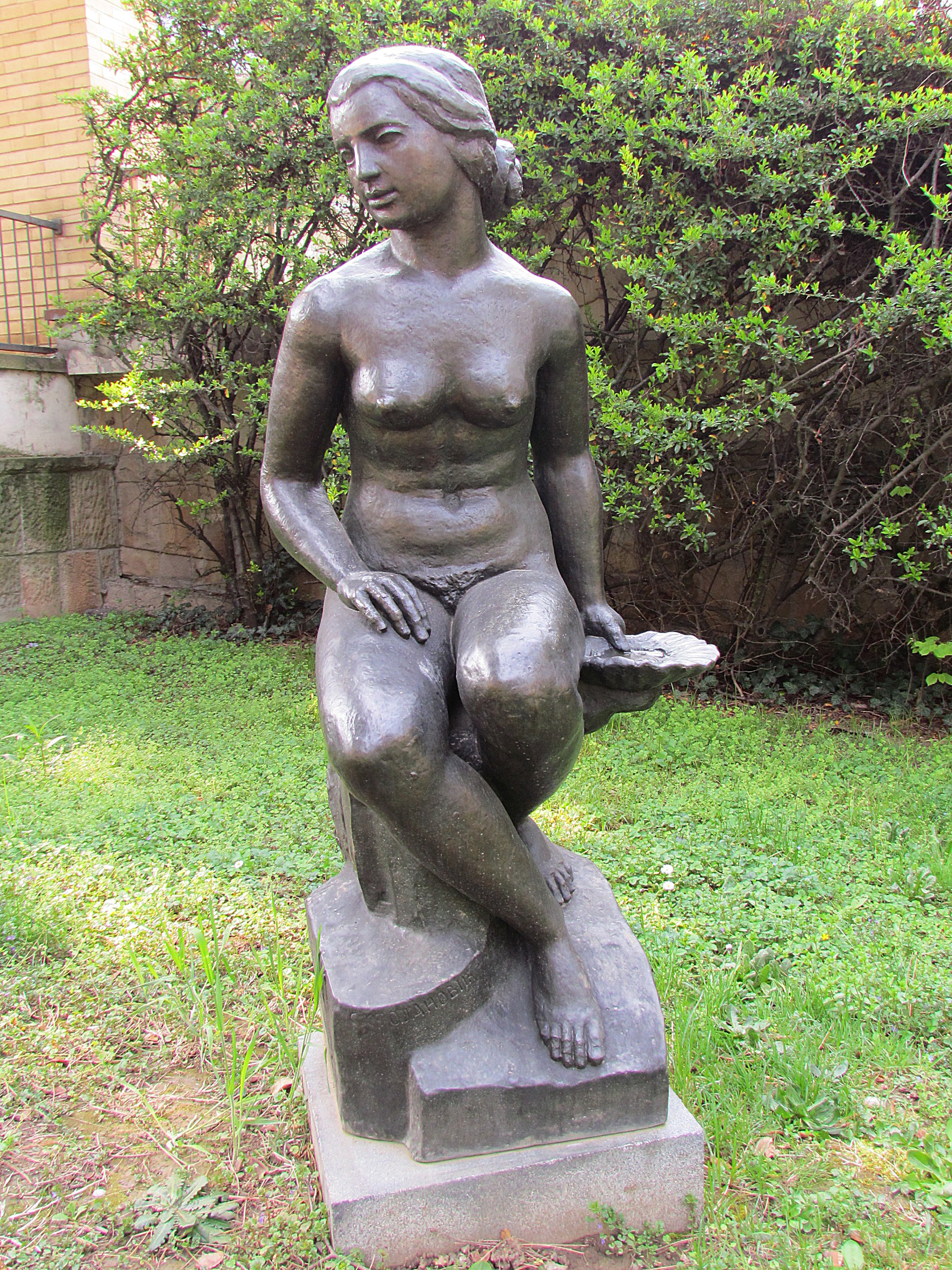
Fontana von Sreten Stojanović
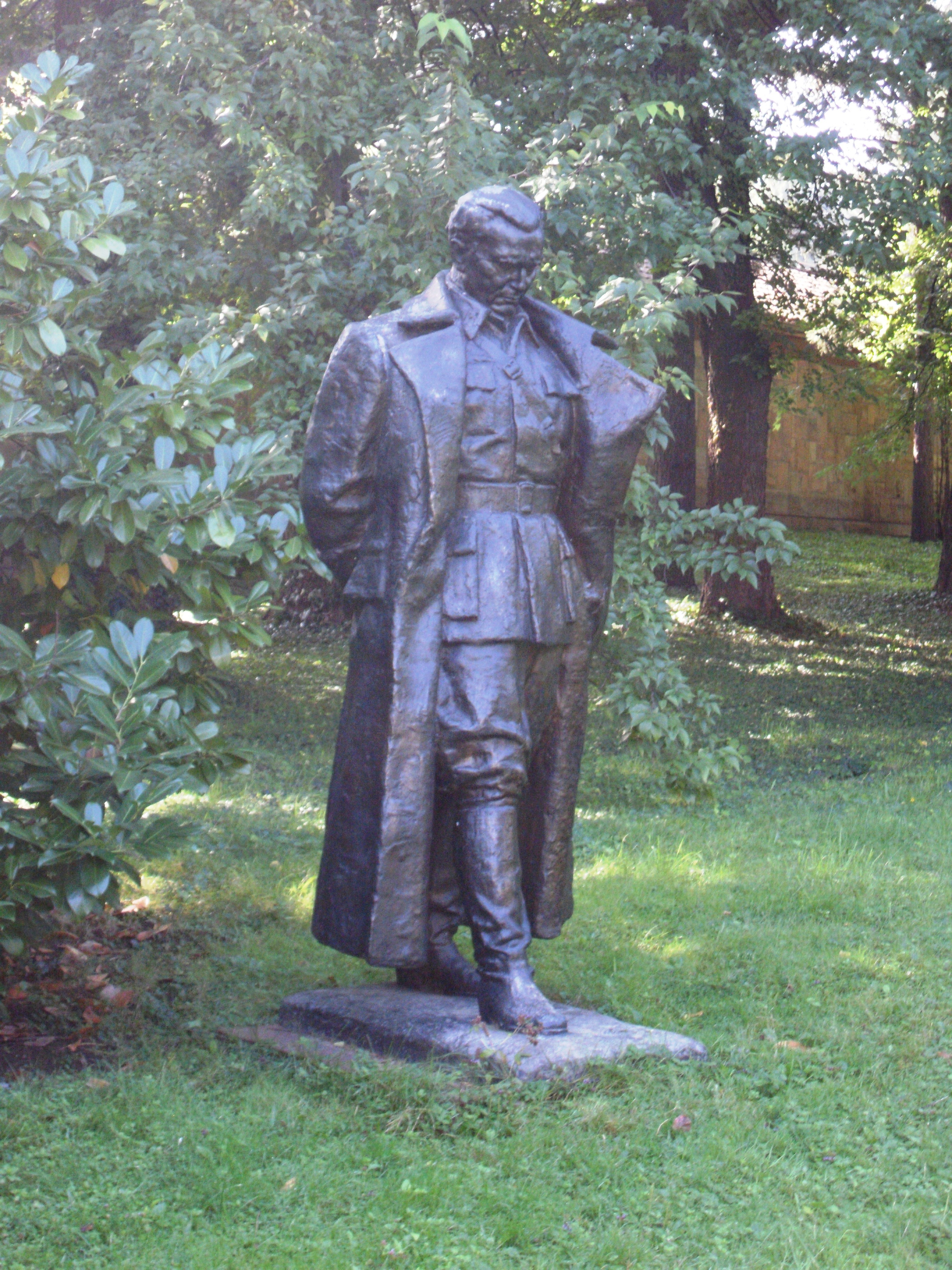
Statue Titos

Am 4. Mai, dem Todestag Titos, und am 25. Mai, dem (offiziellen) Geburtstag Titos, ist der Eintritt kostenlos. An diesen Tagen kommen noch immer zahlreiche Anhänger des ehemaligen Partisanenführers und späteren Präsidenten Jugoslawiens zu Besuch.